# Schimberg
Schimberg – miejscowość i gmina w Niemczech, w kraju związkowym Turyngia, w powiecie Eichsfeld, siedziba wspólnoty administracyjnej Ershausen/Geismar.

## Współpraca
Miejscowość partnerska:
- Stadecken-Elsheim, Nadrenia-Palatynat - kontakty utrzymują dwie dzielnice Ershausen oraz Wilbich